# Perspectivisme

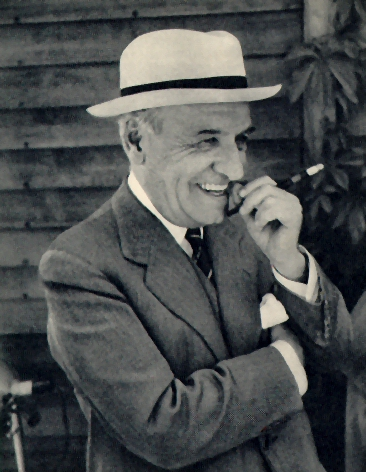
Ortega y Gasset

El perspectivisme (també anomenat perspectivalisme) és una posició filosòfica presentada per Ortega y Gasset, segons la qual, en el terreny del coneixement, cada subjecte coneix la realitat des del seu punt de vista o perspectiva particular, i, per tant, la visió que cada subjecte posseeix d'aquesta realitat és una visió autèntica, però parcial. Ortega y Gasset pretén, amb aquesta postura superar la polèmica entre el dogmatisme i l'escepticisme.
Tot i que el perspectivisme no considera que totes les perspectives i interpretacions tinguin la mateixa veritat o valor, sosté que ningú té accés a una visió absoluta del món tallada de la perspectiva. Aquesta visualització es produeix des d'algun punt de vista, que al seu torn afecta la manera com es perceben les coses. En lloc d'intentar determinar la veritat per correspondència amb coses fora de qualsevol perspectiva, el perspectivisme, generalment busca determinar la veritat comparant i avaluant les perspectives entre elles. El perspectivisme es pot considerar com una forma primerenca de pluralisme epistemològic, encara que en alguns relats inclou el tractament de la teoria del valor, la psicologia moral i la metafísica realista.
A diferència del relativisme, el perspectivisme no nega l'existència d'una veritat absoluta, ja que aquesta seria la unió de totes les perspectives possibles.